# 強牙巨口魚
強牙巨口魚（学名：Odontostomias masticopogon）为輻鰭魚綱巨口鱼目巨口鱼科的其中一種。分布於東大西洋區的維德角群島海域，為深海魚類，棲息深度可達900公尺，體長可達20公分。

## 扩展阅读
維基物種上的相關：強牙巨口魚